# Asdrúbal Barca
Asdrúbal Barca fue un general cartaginés perteneciente a la familia de los Bárcidas (245-207 a. C.), uno de los tres hijos de Amílcar Barca, y hermano de Aníbal y Magón.

## Juventud y liderazgo en Iberia
Poco se sabe de los primeros años de Asdrúbal. Asdrúbal estaba presente cuando los iberos emboscaron a las fuerzas cartaginesas en Akra Leuké. Él, junto con su hermano Aníbal, escapó cuando su padre Amílcar llevó a los iberos en la dirección opuesta y se ahogó en el río Vinalopó.
Cuando Aníbal partió para Italia, dejó una fuerza de 13 000 infantes, 2550 jinetes (450 libiofenices, 300 ilergetes y 1800 númidas) y 21 elefantes de guerra en la península ibérica. La marina púnica tenía una flota de 50 quinquerremes y 5 trirremes estacionada allí. Sin embargo, sólo 32 quinquerremes fueron utilizadas en el inicio de la segunda guerra púnica.
Tomó el mando de Hispania, cuando Aníbal se marchó a Italia en el 218 a. C. Asdrúbal estaba destinado a luchar durante seis años en contra de los hermanos Cneo y Publio Cornelio Escipión. La expedición liderada por Cneo Escipión en 218 a. C., había cogido a los cartagineses por sorpresa, y antes de que Asdrúbal pudiera unirse a Hannón, el comandante de los cartagineses en el norte del río Ebro, los romanos habían luchado y ganado la batalla de Cissa, establecido su ejército en Tarraco y su flota en Emporion. Asdrúbal atacó a los romanos con una fuerza de infantería ligera y caballería, que causaron graves pérdidas a las tripulaciones romanas reduciéndolo a 35 barcos. Esta pérdida fue compensada por la llegada de un contingente aliado de la ciudad griega de Marsella.
En la primavera de 217 a. C., Asdrúbal dirigió una expedición conjunta al norte para luchar contra los romanos. Él comandaba el ejército, mientras que su segundo al mando comandaba la flota. El ejército y la flota se trasladaron al norte, y acamparon en la desembocadura del río Ebro. El descuido de la flota cartaginesa permitió a Cneo Escipión sorprender a los cartagineses y aplastar su contingente naval en la Batalla del Ebro. Asdrúbal se retiró sin combatir al ejército romano. En 216 a. C. se dedicó sofocar una rebelión de las tribus ibéricas, posiblemente de los turdetanos alrededor de la zona, cerca de Gades.
Asdrúbal fue reforzado por 4.000 soldados de infantería y 500 de caballería y le fue ordenado por el senado cartaginés marchar a Italia en el mismo año. Dejó a Himilcón a cargo del gobierno en Cartagena y marchó por el río Ebro, pero fue derrotado en la Batalla de Dertosa en la primavera de 215 a. C. Esta derrota impidió mandar a Aníbal refuerzos de la península ibérica y de África en un momento crítico de la guerra, cuando los cartagineses tenían la ventaja en Italia. Los cartagineses a partir de entonces se vieron obligados a enfrentarse a los romanos en el área comprendida entre los ríos Ebro y Júcar.

## Comandante conjunto

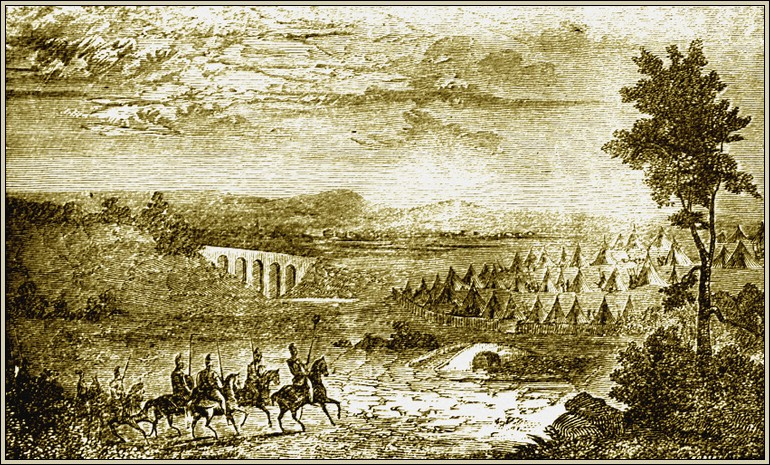
Gaius Claudius Nero entrega la cabeza de Asdrúbal a Aníbal

Esta derrota también llevó a Magón Barca y Asdrúbal Giscón a Iberia con dos ejércitos, para acabar con el dominio indiscutible de la familia Bárcida en Iberia. Los cartagineses lucharon contra los hermanos Escipión en lo que, en conjunto fue el peor de los conflictos entre 215 y 212 a. C., pero lograron evitar la pérdida de cualquier territorio. A instancias de los romanos, Sifax, uno de los reyes de las tribus de Numidia, atacó los territorios cartagineses en el Norte de África, en 213 a 212 a. C. La situación en la península ibérica estaba suficientemente bajo control, porque Asdrúbal y su ejército ibérico pasaron a África y aplastó a la amenaza de Sifax en una batalla donde murieron 30 000 númidas. Con su ejército formado al estilo romano, destrozado, Sifax huyó a Mauritania. La ayuda de Masinisa, un príncipe de Numidia, fue muy valiosa durante este episodio, y Asdrúbal volvió a Iberia con 3000 jinetes númidas.
A finales de 212 a. C. Asdrúbal actuó con imaginación e iniciativa, y con la colaboración oportuna de Magón Barca y Asdrúbal Giscón, derrotó completamente a sus oponentes en la Batalla del Betis Superior, destruyendo la mayor parte del ejército romano en la península ibérica y matando a los Escipiones. Los  cartagineses obtuvieron el control de Iberia hasta el Ebro, como resultado de esta victoria. Sin embargo, la falta de cooperación entre los generales cartagineses después de la batalla llevó a la fuerza romana de 8.000 sobrevivientes de retirarse al norte del río Ebro, de forma segura. Estas tropas se las arreglaron para privar a los ejércitos cartagineses de obtener un punto de apoyo al norte del río Ebro. Los romanos reforzaron este destacamento con 10 000 soldados bajo Cayo Claudio Nerón en 211 a. C. y con otros 10 000 soldados de Escipión el Africano en el año 210 a. C., el cual pasó los años de formación con su ejército y mejoró sus contactos diplomáticos.
Los ejércitos cartagineses se habían dispersado en el interior de Iberia en 209 a. C., posiblemente para mantener el control sobre las tribus ibéricas, en la que dependía en cuanto a soldados y provisiones. Fueron posteriormente derrotados por Escipión el Africano, que, aprovechando la ausencia de los tres ejércitos cartagineses capturó en el 209 a. C. Cartago Nova y ganó otras ventajas. Asdrúbal fue derrotado por Escipión en la Batalla de Baecula, pero logró retirarse con dos tercios de su ejército.

## Segunda expedición cartaginesa a Italia
En 209 a. C., Asdrúbal eludió a Escipión cruzando los Pirineos en su extremo occidental, y con seguridad se abrió paso en la Galia en el invierno de 208 a. C. Aníbal había esperado hasta la primavera de 207 a. C. a hacer su camino a través de los Alpes y en el norte de Italia. Asdrúbal progresó mucho más rápido que su hermano, en parte debido a las construcciones abandonadas por el ejército de Aníbal cuando pasó por la misma vía una década antes, pero también debido a la eliminación de las amenazas galas que habían plagado a Aníbal durante dicha expedición. Los galos ahora temían y respetaban a los cartagineses, y no solo Asdrúbal pasó a través de los Alpes sin ser molestado, sino que sus filas se vieron reforzadas por muchos galos entusiastas. Asdrúbal, de la misma manera que su hermano, llevó sus elefantes de guerra, criados y entrenados en Cartago. No fue sino hasta que Asdrúbal envió mensajeros a Aníbal que se tomaron medidas decisivas. Asdrúbal deseaba reunirse con su hermano en el sur de Umbría. Sin embargo, esto no fue así. Sus mensajeros fueron capturados y al final fue divisado por dos ejércitos romanos, y se vio obligado a dar batalla, pero fue decisivamente derrotado en la Batalla del Metauro. Asdrúbal mismo murió valientemente en la lucha, fue decapitado, su cabeza colocada en un zurrón y arrojado al campamento de su hermano Aníbal, como un signo de su derrota total, en contraste con el tratamiento de Aníbal de los cuerpos de los cónsules romanos caídos. Diría Tito Livio (XXVII) que, tras la muerte de su hermano, «Aníbal, muy afectado por el grave quebranto público y familiar al mismo tiempo, dijo que veía claro el destino de Cartago».
Es difícil juzgar la verdadera capacidad de Asdrúbal Barca como general, puesto que se sabe más de sus derrotas que de sus éxitos. Aunque no en la misma clase con Aníbal y Escipión, era ciertamente mejor que la mayoría de los generales cartagineses y romanos que habían luchado en las guerras púnicas.